# アメリ・ボーリー＝ソレール

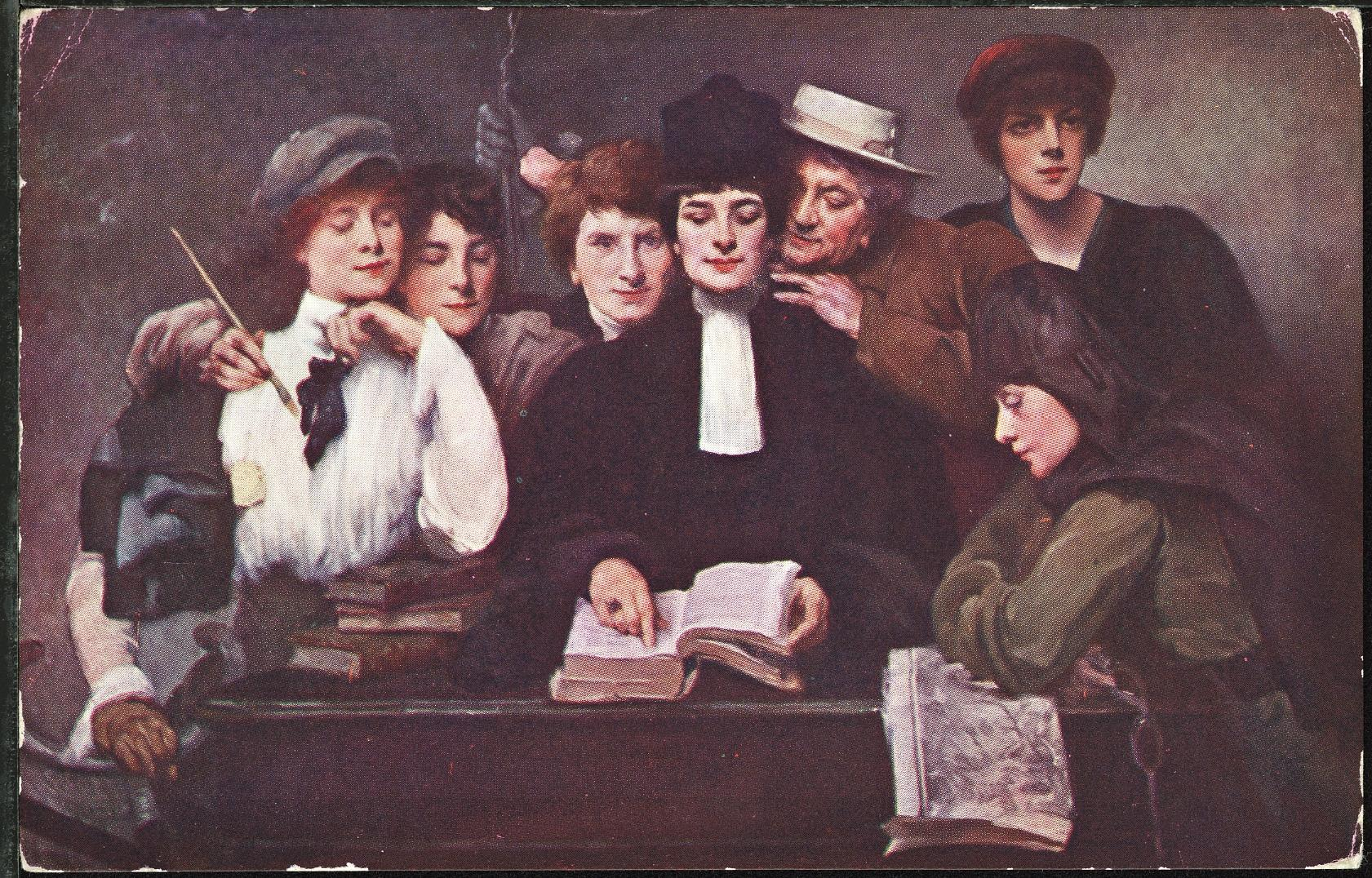
ボーリー＝ソレール作「Nos eclaireuses」(1914)

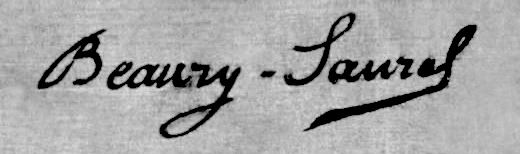
Signature.

アメリ・ボーリー＝ソレール（Amélie Elise Anna Beaury-Saurel、1849年12月19日 - 1924年5月30日）はカタルーニャ生まれのフランスの画家である。肖像画、人物画を描いた。アカデミー・ジュリアンの創立者、ロドルフェ・ジュリアン(Rodolphe Julian: 1839-1907)と結婚した。

## 略歴
バルセロナで生まれた。実家はスペインやコルシカに住んだ後、1843年からバルセロナで絨毯やタペストリの工場を経営していた。母方の実家の姓、ソレールは、11世紀から続くギリシャの貴族を起源とする姓で、父親はソレールを経営する会社の名前(Saurel, Beaury y Compañía)にし、アメリーもボーリー＝ソレールを姓とした。妹に画家になったIrmeta Beaury-Saurelがいる。
バルセロナの画家に学んだ後、パリに移り、アカデミー・ジュリアンに入学し、ジュール・ジョゼフ・ルフェーブルやトニ・ロベール＝フルーリー、ジャン＝ポール・ローランスに学んだ。同じクラスで学んだ女子学生にはルイーズ・カトリーヌ・ブレスラウやマリ・バシュキルツェフらがいた。
画家として注目されるようになったのは1880年のサロンからで、1885年に3等のメダルを受賞し、1889年のパリ万国博覧会の展覧会では銅メダルを受賞した。フランス芸術家協会の展覧会には1924年まで出展を続けた。1891年には無彩色の作品の国際展覧会(Exposition internationale de blanc et noir)に肖像画を出展し賞を得た。
パリのパサージュ・デ・パノラマに設けられたアカデミージュリアンの女性クラスの分校の校長になり、1895年にアカデミー・ジュリアンの創立者のロドルフェ・ジュリアン(Rodolphe Julian: 1839-1907)と結婚した。結婚後も画家の活動を続けた。
作品には1914年のパリの展覧会に出展された「Nos eclaireuses」と題した、フランスの各分野の女性のパイオニアを描いた作品がある。この作品には、詩人・ジャーナリストのリュシー・ドラリュー＝マルドリュス(Lucie Delarue-Mardrus)、航空のパイオニア、エレーン・デュトリュー 、法律家のシュザンヌ・グランベール(Suzanne Grumberg) 画家のロシュフォール夫人(Mme Henri Rochefort:née Marguerite Vervoort)が描かれた。
1907年に夫が亡くなった後は。夫の故郷のプロヴァンスのラパリューの「Château Julian」を整備した。

## 作品

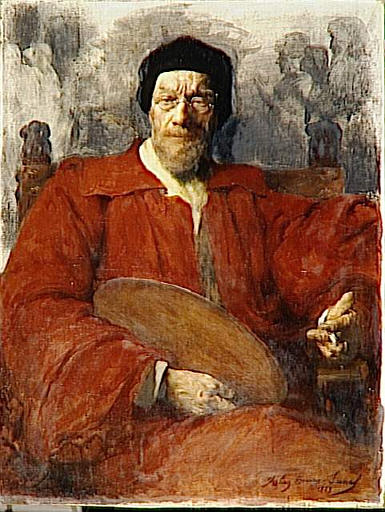
ジャン＝ポール・ローランス-画家
Portrait of Séverine　(1893)
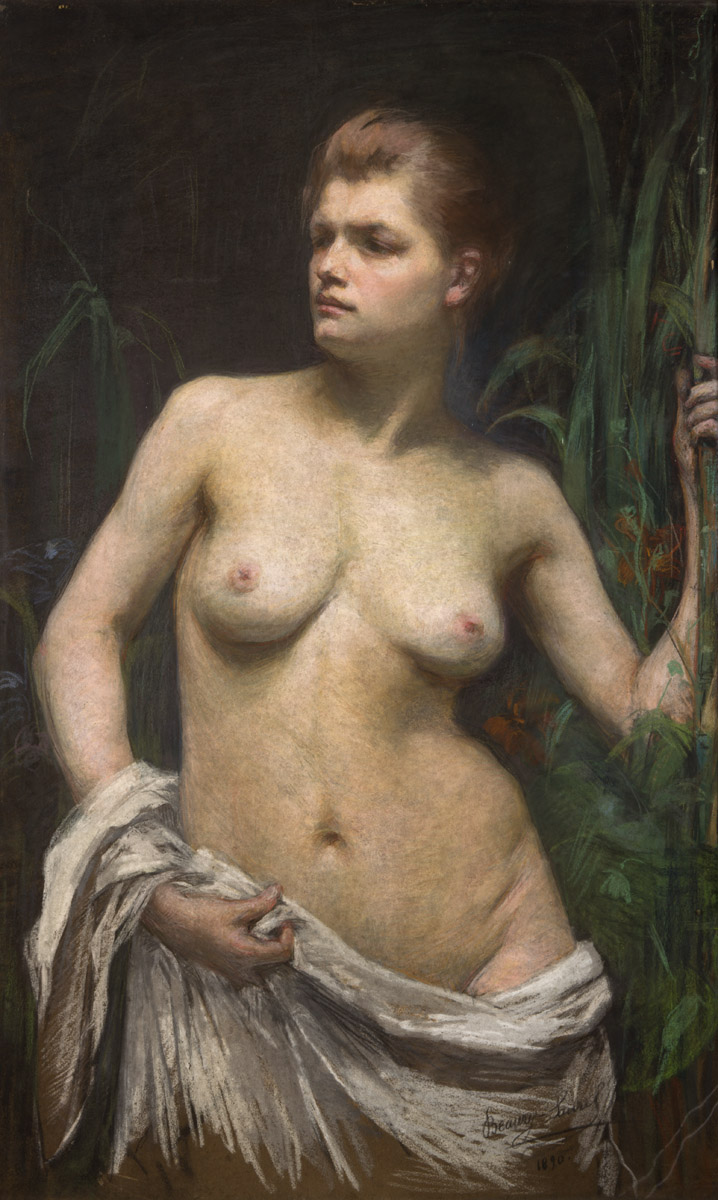
Académie　(1890)
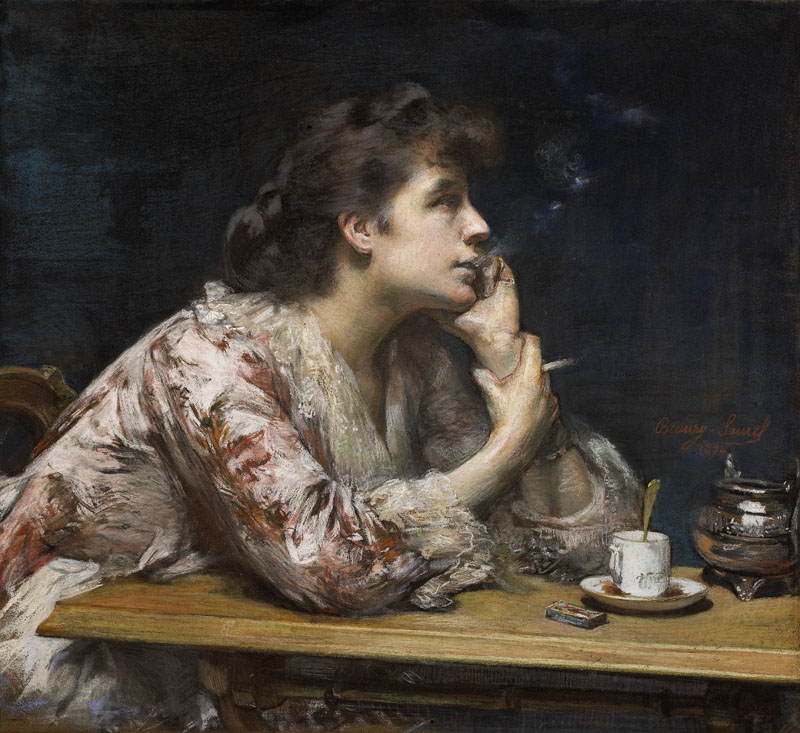
Dans le bleu (1894)